# Mette-Marit Tjessem Høiby
Mette-Marit Tjessem Høiby (noruec bokmål: Mette-Marit av Norge)  (Kristiansand, 19 d'agost de 1973), Mette-Marit de Noruega, és princesa hereva de Noruega pel seu matrimoni amb el príncep hereu Haakon Magnus de Noruega, fill del rei Harald V i la seva esposa, Sonja Haraldsen, reina consort de Noruega.
Va néixer el dia 19 d'agost de 1973 a Kristiansand, en una família sense ascendència noble. Quan tenia 11 anys, els seus pares, Sven Olaf Bjarne Høiby (1936-2007) i Marit Tjessem, es van divorciar i ella es va quedar vivint amb la seva mare a Kristiansand.
Durant els seus estudis, va destacar en les activitats esportives: té coneixements en navegació i va destacar en la pràctica del voleibol, esport en que també ha actuat d'entrenadora i arbitre. Durant el batxillerat, va participar en un intercanvi a Austràlia. Va estudiar Religió, Ètica i Ètica Aplicada a la Universitat d'Oslo (2000-2002). Entre els anys 2002 i 2003, va estudiar a l'Escola d'Estudis Orientals i Africans a la Universitat de Londres. L'any 2012 es va graduar en el màster de Gestió Executiva.
Durant l'adolescència va conèixer Morten Borg amb qui tingué una relació i un fill, Marius Borg (1997). A finals dels noranta, va conèixer el príncep Haakon Magnus, amb qui tenia un amic comú, al festival de rock Quart de Kristiansand.
La seva relació amb el príncep hereu va portar controvèrsia pel passat de la princesa, la seva condició de mare soltera i perquè van acordar viure en unió lliure, fet atípic en les famílies reials. Finalment, es van comprometre matrimonialment el dia 1 de desembre del 2000. Abans de casar-se va haver de signar un document on quedava reflectit que el seu fill anterior no tindria cap dret de successió. La parella es va casar el dia 25 d'agost de 2001 a la Catedral d'Oslo i es va establir al Palau de Skaugum, a Asker. A partir del seu enllaç, rebé el títol de S'Altesa Reial la princesa hereva Mette-Marit.
L'estiu de 2003 es va donar a conèixer que la princesa estava embarassada. El 21 de gener de 2004 va donar a llum la seva primera filla. El dia següent, l'aleshores primer ministre noruec, Kjell Magne Bondevik va anunciar que la filla, segona en línia successòria es diria Ingrid Alexandra i que ostentaria el títol de princesa de Noruega. A l'abril de 2005, s'anuncià que estava embarassada del seu tercer fill, segon amb el príncep Haakon Magnus. El 3 de desembre de 2005 nasqué el príncep Sverre Magnus.